# محطة دار السلام

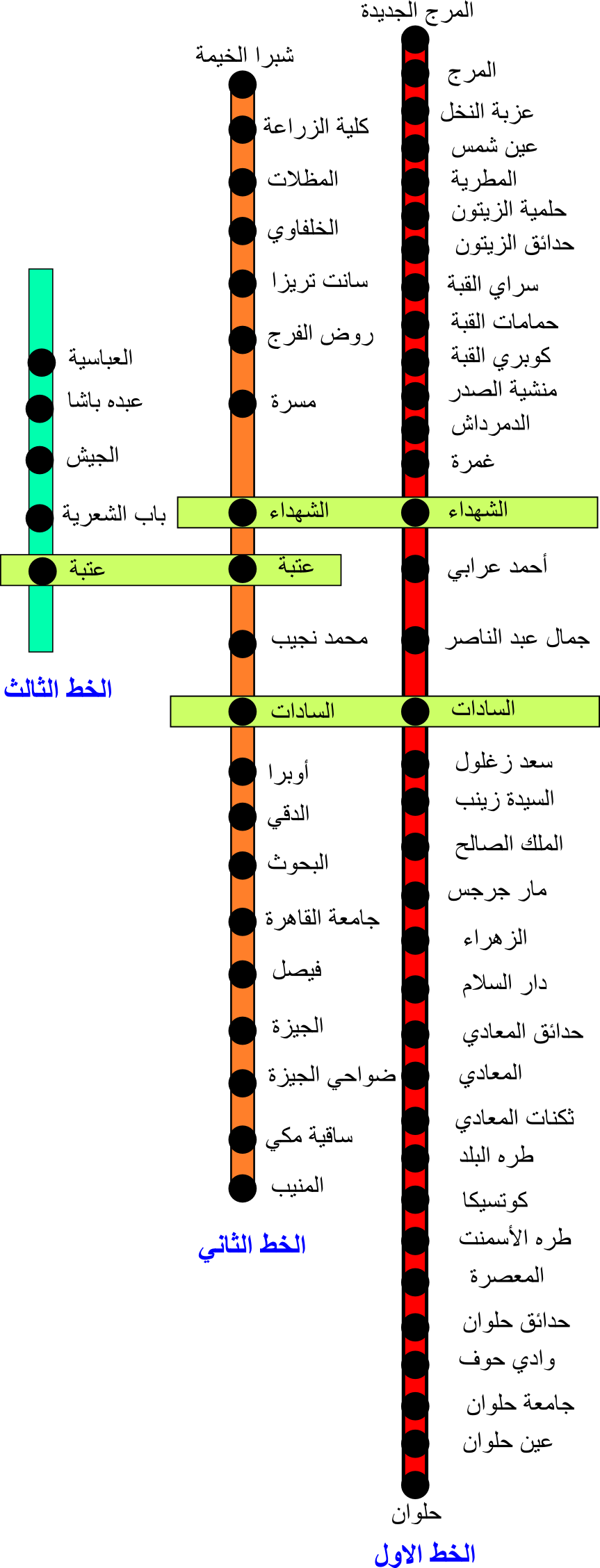
خريطة مترو القاهرة الكبري.

تقع محطة مترو دار السلام في مصر في محافظة القاهرة كليا ولا تخرج الي أي محافظة اخري. تربط محطة مترو دار السلام بين محطة مترو الزهراء ومحطة مترو حدائق المعادي وتقع المحطة في الخط الاول لمترو القاهرة الكبري.
تتميز محطة دار السلام بانها محطة فوق الأرض غير بعض المحطات السفلية وبوجود سلالام كهربائية التي تسهل عملية وصول الركاب من المدخل الرئيسي الي رصيف الانتظار والعكس. تربط المحطة حي دار السلام في القاهرة بمعظم اجزاء القاهرة.